# AO Девы
AO Девы (лат. AO Virginis) — тройная звезда в созвездии Девы на расстоянии приблизительно 7464 световых лет (около 2289 парсек) от Солнца.
Открыта Лидией Петровной Цераской в 1929 году*.

## Характеристики
Первый компонент (TYC 321-474-1) — красный гигант, пульсирующая переменная звезда, мирида (M) спектрального класса M2e-M4e, или M4e, или M4. Фотографическая звёздная величина звезды — от +13m до +10,5m. Эффективная температура — около 3472 K.
Второй компонент (HIP 70209) — жёлтая звезда спектрального класса G2. Визуальная звёздная величина звезды — +11,247m. Масса — около 1,299 солнечной, радиус — около 2,217 солнечного, светимость — около 2,506 солнечной. Эффективная температура — около 5444 K. Удалён на 8,8 угловой секунды.
Третий компонент — красный карлик спектрального класса M. Масса — около 378,19 юпитерианской (0,361 солнечной). Удалён в среднем на 1,632 а.е..